# Kazuhisa Kóno
Kazuhisa Kóno (* 30. prosinec 1950) je bývalý japonský fotbalista.

## Klubová kariéra
Hrával za Hitachi.

## Reprezentační kariéra
Kazuhisa Kóno odehrál za japonský národní tým v roce 1974 celkem 1 reprezentační utkání.

## Statistiky
| Japonsko | Japonsko | Japonsko |
| Roky     | Záp.     | Góly     |
| -------- | -------- | -------- |
| 1974     | 1        | 0        |
| Celkem   | 1        | 0        |